# 倉吉都市圏
倉吉都市圏（くらよしとしけん）とは、鳥取県倉吉市を中心市とする都市圏のこと。

## 定義
一般的な都市圏の定義については都市圏を参照のこと。

### 「10% 都市圏」（通勤圏）
倉吉市を中心市とする都市雇用圏（10% 通勤圏）の人口は約11万人（2005年国勢調査基準）。
都市雇用圏（10% 通勤圏）の変遷
- 10% 通勤圏に入っていない町村は、各統計年の欄で灰色かつ「-」で示す。

| 自治体 ('80) | 1980年                | 1990年                | 1995年                 | 2000年                 | 2005年                 | 自治体 （現在） |
| ------------ | --------------------- | --------------------- | ---------------------- | ---------------------- | ---------------------- | --------------- |
| 倉吉市       | 倉吉 都市圏 9万9282人 | 倉吉 都市圏 9万9761人 | 倉吉 都市圏 11万9604人 | 倉吉 都市圏 11万6650人 | 倉吉 都市圏 11万3177人 | 倉吉市          |
| 関金町       | 倉吉 都市圏 9万9282人 | 倉吉 都市圏 9万9761人 | 倉吉 都市圏 11万9604人 | 倉吉 都市圏 11万6650人 | 倉吉 都市圏 11万3177人 | 倉吉市          |
| 羽合町       | 倉吉 都市圏 9万9282人 | 倉吉 都市圏 9万9761人 | 倉吉 都市圏 11万9604人 | 倉吉 都市圏 11万6650人 | 倉吉 都市圏 11万3177人 | 湯梨浜町        |
| 泊村         | 倉吉 都市圏 9万9282人 | 倉吉 都市圏 9万9761人 | 倉吉 都市圏 11万9604人 | 倉吉 都市圏 11万6650人 | 倉吉 都市圏 11万3177人 | 湯梨浜町        |
| 東郷町       | 倉吉 都市圏 9万9282人 | 倉吉 都市圏 9万9761人 | 倉吉 都市圏 11万9604人 | 倉吉 都市圏 11万6650人 | 倉吉 都市圏 11万3177人 | 湯梨浜町        |
| 三朝町       | 倉吉 都市圏 9万9282人 | 倉吉 都市圏 9万9761人 | 倉吉 都市圏 11万9604人 | 倉吉 都市圏 11万6650人 | 倉吉 都市圏 11万3177人 | 三朝町          |
| 北条町       | 倉吉 都市圏 9万9282人 | 倉吉 都市圏 9万9761人 | 倉吉 都市圏 11万9604人 | 倉吉 都市圏 11万6650人 | 倉吉 都市圏 11万3177人 | 北栄町          |
| 大栄町       | 倉吉 都市圏 9万9282人 | 倉吉 都市圏 9万9761人 | 倉吉 都市圏 11万9604人 | 倉吉 都市圏 11万6650人 | 倉吉 都市圏 11万3177人 | 北栄町          |
| 東伯町       | -                     | -                     | 倉吉 都市圏 11万9604人 | 倉吉 都市圏 11万6650人 | 倉吉 都市圏 11万3177人 | 琴浦町          |
| 赤碕町       | -                     | -                     | 倉吉 都市圏 11万9604人 | 倉吉 都市圏 11万6650人 | 倉吉 都市圏 11万3177人 | 琴浦町          |

- 2004年9月1日：赤碕町・東伯町が合併し、琴浦町が発足。
- 2004年10月1日：東郷町・羽合町・泊村が合併し、湯梨浜町が発足。
- 2005年3月22日：関金町が倉吉市に編入。
- 2005年10月1日：大栄町・北条町が合併し、北栄町が発足。

## 広域行政の枠組み
倉吉市が中心市となり、三朝町、湯梨浜町、琴浦町、北栄町と定住自立圏協定を締結している。